# هوجو نوبوتوکی
هوجو نوبوتوکی (انگلیسی: Hōjō Nobutoki; ۱ ژانویهٔ ۱۲۳۸ – ۲ اوت ۱۳۲۳) شاعر و رنشو در شوگون‌سالاری کاماکورا اهل ژاپن بود.